# Liste der Bodendenkmale in Rullstorf
In der Liste der Bodendenkmale in Rullstorf sind alle Bodendenkmale der niedersächsischen Gemeinde Rullstorf aufgelistet. Die Quelle ist der Denkmalatlas Niedersachsen. Der Stand der Liste ist der 28. Juli 2024.

## Allgemein
In den Spalten finden sich folgende Informationen des Bodendenkmales :
- Lage        : geographische Koordinaten
- Bezeichnung : Bezeichnung lt. Denkmalatlas
- Beschreibung: Beschreibung lt. Denkmalatlas
- ID          : Objekt-ID
- Bild        : Bild, ggf. zusätzlich mit Link zu weiteren Fotos im Medienarchiv Wikimedia Commons.

## Boltersen
| Lage                         | Bezeichnung              | Beschreibung | ID       | Bild |
| ---------------------------- | ------------------------ | --- | -------- | ---- |
| 53° 17′ 9″ N, 10° 35′ 41″ O  | Boltersen 306, Grabhügel | Oval, NW-SO orientiert, L. 9,5 m, Br. 7 m und H. 0,5 m. Flache Kuppenmulde und der Rand läuft aus. | 28931955 | BW   |
| 53° 16′ 47″ N, 10° 35′ 55″ O | Boltersen 312, Grabhügel | Fast rund, Dm. 26 m; H. 1,5 m. Oberfläche unregelmäßig, darin einige Mulden. Wenige Granitsteine. Von Pflanzfurchen überzogen. | 28931951 | BW   |
| 53° 16′ 47″ N, 10° 36′ 1″ O  | Boltersen 313, Grabhügel | | 28931953 | BW   |
| 53° 16′ 49″ N, 10° 34′ 52″ O | Boltersen 314, Grabhügel | Ehemals rund, Dm. ca. 20 m. Jetzt unregelmäßig-oval, L. ca. 17 m; Br. ca. 10 m. H. nach Süden 1,3 m, nach Norden 2 m. West-Seite durch Weg angeschnitten. An Nordost- und Ost-Seite angegraben. Südöstlich der Mitte eine große, fast quadratische Eingrabung. Dm. 2,5 m;T. 0,7 m. Am Südwest-Rand ein Findling, am Rande wenige faustgroße Granitsteine. | 28932796 | BW   |
| 53° 17′ 10″ N, 10° 34′ 3″ O  | Boltersen 315, Grabhügel | Rund, deutlich abgesetzt, Dm. 16 m; H. ca. 1,7 m. Im Zentrum eine kaum noch sichtbare alte Eingrabung. | 28931949 | BW   |

### Boltersen 1
ID:28932106; Südöstlich von Boltersen, nördlich der Straße Lüneburg-Neetze befindet sich ein ausgedehntes Areal mit zahlreichen archäologischen Bau- und Bodendenkmalen. Die Nekropole umfasst zwei Großsteingräber (FStNr. 47 und 316), zahlreiche Grabhügel (FStNr. 1–18, 21, 22, 28–46), Urnenfriedhöfe (FStNr. 48, 51 und 54) sowie ein Buckelgräberfeld (FStNr. 53).

| Lage                         | Bezeichnung                    | Beschreibung | ID       | Bild |
| ---------------------------- | ------------------------------ | --- | -------- | ---- |
| 53° 16′ 8″ N, 10° 35′ 32″ O  | Boltersen 1                    | Fast rund. Dm. 21 m; H. 1,6 m. | 28933700 | BW   |
| 53° 16′ 8″ N, 10° 35′ 33″ O  | Boltersen 2                    | Rund. Dm. 16,5 m; H. 1,25 m. | 28933702 | BW   |
| 53° 16′ 7″ N, 10° 35′ 32″ O  | Boltersen 3                    | Oval; Nordost-Südwest orientiert. L. 15,5 m; Br. 13,5 m; H. 0,8 m. | 28933704 | BW   |
| 53° 16′ 7″ N, 10° 35′ 31″ O  | Boltersen 4                    | Fast rund. Dm. 16,5 m; H. 1,1 m. | 28933706 | BW   |
| 53° 16′ 7″ N, 10° 35′ 30″ O  | Boltersen 5                    | Fast rund. Dm. 19 m; H. 1,3 m. | 28933708 | BW   |
| 53° 16′ 7″ N, 10° 35′ 28″ O  | Boltersen 6                    | Fast rund. H. 0,8 m (im Nordosten) - 0,9 m (im Südwesten). | 28933710 | BW   |
| 53° 16′ 7″ N, 10° 35′ 28″ O  | Boltersen 7                    | Oval. Nordost-Südwest orientiert. L. 16,5 m; Br. 14 m; H. 1,2 m (im Südwesten) - 1,3 m (im Nordosten). | 28933712 | BW   |
| 53° 16′ 7″ N, 10° 35′ 26″ O  | Boltersen 8                    | Oval. Nordwest-Südost orientiert. L. 25 m; Br. 22 m; H. 1,3 m (im Südosten) - 1,9 m (im Nordwesten). | 28931846 | BW   |
| 53° 16′ 6″ N, 10° 35′ 28″ O  | Boltersen 9                    | Oval. O-W orientiert. L. 8 m; Br. 5 m; H. ca. 0,4 m. Auf dem Hügel treffen sich zwei Waldwege. | 28931848 | BW   |
| 53° 16′ 5″ N, 10° 35′ 31″ O  | Boltersen 10                   | Fast rund. Dm. 21 m; H. 1,8 m. | 28931850 | BW   |
| 53° 16′ 5″ N, 10° 35′ 27″ O  | Boltersen 11                   | Rund. Dm. 21 m. | 28931852 | BW   |
| 53° 16′ 5″ N, 10° 35′ 22″ O  | Boltersen 12                   | Oval; Nordost-Südwest orientiert. L. 30 m; Br. 18 m. | 28931854 | BW   |
| 53° 16′ 5″ N, 10° 35′ 26″ O  | Boltersen 13                   | | 28931856 | BW   |
| 53° 16′ 5″ N, 10° 35′ 27″ O  | Boltersen 14                   | Fast rund. Dm. 8 m; H. noch 0,3 m. | 28931858 | BW   |
| 53° 16′ 4″ N, 10° 35′ 28″ O  | Boltersen 15                   | Fast rund. Dm. 8 m; H. noch 0,3 m. | 28931862 | BW   |
| 53° 16′ 3″ N, 10° 35′ 28″ O  | Boltersen 16                   | Fast rund. Dm. 16 m. | 28931864 | BW   |
| 53° 16′ 3″ N, 10° 35′ 27″ O  | Boltersen 17                   | Fast rund. Dm. 19 m. | 28931868 | BW   |
| 53° 16′ 4″ N, 10° 35′ 25″ O  | Boltersen 18                   | Fast rund. Dm. 12 m. | 28931866 | BW   |
| 53° 16′ 2″ N, 10° 35′ 27″ O  | Boltersen 21                   | | 28931874 | BW   |
| 53° 16′ 2″ N, 10° 35′ 31″ O  | Boltersen 22                   | Schwach erkennbar, Dm. ca. 10 m; H. ca. 0,3 m. Im NO, SO und SW schwach abgesetzt, im NW ebenerdig auslaufend. Durch Forstweg gestört. | 28932102 | BW   |
| 53° 16′ 2″ N, 10° 35′ 25″ O  | Boltersen 28                   | Fast rund. Dm. 10 m; H. 0,4 m. | 28932098 | BW   |
| 53° 16′ 1″ N, 10° 35′ 27″ O  | Boltersen 29                   | Annähernd rund. Dm. 11 m; H. 0,4 m. Rand flach auslaufend. Von flachen Nordost-Südwest verlaufenden Pflanzfurchen überzogen. | 28932100 | BW   |
| 53° 16′ 0″ N, 10° 35′ 29″ O  | Boltersen 30                   | Deutlich abgesetzt, Dm. 18,5 m; H. ca. 1,3 m, von Südwest-Nordost verlaufender Flurstücksgrenze überzogen. Oberfläche leicht zerklüftet. | 28933460 | BW   |
| 53° 16′ 2″ N, 10° 35′ 22″ O  | Boltersen 31                   | Deutlich abgesetzt, Dm. 12,5 m; H. ca. 0,8 m, von Flurstücksgrenze überzogen. In Hügelmitte alte Eingrabung. | 28933566 | BW   |
| 53° 16′ 2″ N, 10° 35′ 24″ O  | Boltersen 32                   | Deutlich abgesetzt, ehemals rund, Dm. 14 m; H. ca. 1 m, von Flurstücksgrenze überzogen. Nord-Teil zu einem Drittel abgetragen, im Südosten alte Eingrabung, sonst ungestört. | 28933574 | BW   |
| 53° 16′ 1″ N, 10° 35′ 22″ O  | Boltersen 33                   | Deutlich abgesetzt, Dm. 13 m; H. ca. 0,9 m. Ungestört. | 28933582 | BW   |
| 53° 16′ 1″ N, 10° 35′ 23″ O  | Boltersen 34                   | Deutlich abgesetzt, Dm. 14 m; H. ca. 1 m. Ungestört. | 28933584 | BW   |
| 53° 16′ 0″ N, 10° 35′ 25″ O  | Boltersen 35                   | Deutlich abgesetzt, Dm. 11,5 m; H. ca. 0,9 m. Ungestört. | 28933588 | BW   |
| 53° 16′ 0″ N, 10° 35′ 23″ O  | Boltersen 36                   | Deutlich abgesetzt, Dm. 14 m; H. ca. 1,2 m. Ungestört. | 28933686 | BW   |
| 53° 16′ 0″ N, 10° 35′ 24″ O  | Boltersen 37                   | Deutlich abgesetzt, Dm. 13 m; H. ca. 0,7 m. Ungestört. | 28931968 | BW   |
| 53° 15′ 58″ N, 10° 35′ 24″ O | Boltersen 38                   | Ehemals rund. Dm. 15 m; H. ca. 1,1 m. Zu einem Viertel durch Weg abgefahren, Oberfläche zerklüftet, alte muldenförmige Eingrabung. | 28931970 | BW   |
| 53° 15′ 57″ N, 10° 35′ 23″ O | Boltersen 39                   | Gut abgesetzter, gewölbter Rundhügel. Dm. 15 m; H. 1,3 m. Ungestört. | 28931972 | BW   |
| 53° 15′ 57″ N, 10° 35′ 26″ O | Boltersen 40                   | Deutlich abgesetzt, ehemals rund, Dm. 9,5 m; H. 0,8 m. Von NW nach SO von Weg und Graben (Flurstücksgrenze) angeschnitten. Im NO durch Weg zu 1/3 abgetragen. Zentrum zwischen Graben und Weg ungestört. | 28931974 | BW   |
| 53° 15′ 55″ N, 10° 35′ 11″ O | Boltersen 41                   | Rund. Dm. ca. 9,5 m; H. 0,6 m. Ränder verwaschen. | 28931982 | BW   |
| 53° 15′ 54″ N, 10° 35′ 10″ O | Boltersen 42                   | Rund. Dm. ca. 24 m; H. ca. 1,6 m; in Hügelmitte größere Eingrabung. Nach Osten auslaufend, sonst abgesetzt. Am Ost-Rand mehrere große Granitsteine abgelagert. | 28931978 | BW   |
| 53° 15′ 53″ N, 10° 35′ 10″ O | Boltersen 43                   | Ehemals rund. Dm. ca. 14 m; H. ca. 0,6 m. Flach, verwaschene Form, zu 1/3 überpflügt. Am O-Rand zum Acker vereinzelt Granitsteine bis Kopfgröße abgelagert. | 28931980 | BW   |
| 53° 16′ 7″ N, 10° 35′ 29″ O  | Boltersen 44                   | Rund. Dm. 13,5 m; H. 0,4 m (im Südosten) - 1,0 m (im Westen). | 28931870 | BW   |
| 53° 16′ 8″ N, 10° 35′ 30″ O  | Boltersen 45                   | Fast rund. Dm. 10 m; H. 0,5 m (im Osten) - 0,7 m (im Westen). | 28931872 | BW   |
| 53° 15′ 53″ N, 10° 35′ 4″ O  | Boltersen 46                   | In der Nord-Hälfte durch Ablagerung von Lesesteinen völlig überformt, ursprüngliche Form nicht erkennbar, Durchmesser ca. 12 Meter und Höhe ca. 0,8 Meter. | 28931984 | BW   |
| 53° 16′ 3″ N, 10° 35′ 51″ O  | Boltersen 47, Großsteingrab    | L. 37 m; Br. 12 m; H. 0,5 m (im Nordwesten) - 1,0 m (im Südosten). Um den Langhügel finden sich Spuren von Steinentnahmen. Im Norden ein Findling (Dm. 0,8 m). | 28933568 |      |
| 53° 16′ 7″ N, 10° 35′ 31″ O  | Boltersen 48, Urnengräberfeld  | | 28932259 | BW   |
| 53° 16′ 1″ N, 10° 35′ 55″ O  | Boltersen 53, Buckelgräberfeld | Das Feld umfasst ca. 300 kleine Hügel, die zum Teil sehr dicht beieinanderliegen. Dm. ca. 7-10 m und 0,4-0,8 m hoch erhalten. Das Feld gehört in die römische Kaiserzeit und wurde noch in der Völkerwanderungszeit bis ins frühe Mittelalter genutzt. Es setzt sich in der Gemarkung Neetze (dort FStNr. 16) fort. Es ist Teil der Nekropole am Uhlenberg. | 28932104 |      |
| 53° 16′ 1″ N, 10° 35′ 57″ O  | Boltersen 54, Urnengräberfeld  | | 28931860 | BW   |
| 53° 15′ 55″ N, 10° 35′ 19″ O | Boltersen 316, Großsteingrab   | Größere Eingrabung am Südwest-Ende weist auf kleine zerstörte Grabkammer hin. L. des Erdhügels 25 m; Br. 15 m; H. 1,0 m. Von Nordwest-Südost verlaufenden Pflanzfurchen überzogen. | 28931976 |      |

## Rullstorf
| Lage                         | Bezeichnung                               | Beschreibung | ID       | Bild |
| ---------------------------- | ----------------------------------------- | ------------ | -------- | ---- |
| 53° 16′ 49″ N, 10° 31′ 49″ O | Rullstorf 3, Landwehr                     |              | 35624662 | BW   |
| 53° 17′ 19″ N, 10° 31′ 17″ O | Rullstorf 5, Siedlung                     |              | 28935484 |      |
| 53° 17′ 26″ N, 10° 30′ 55″ O | Rullstorf 8, Gemischt belegtes Gräberfeld |              | 28976512 | BW   |
| 53° 17′ 20″ N, 10° 31′ 3″ O  | Rullstorf 9, Siedlung                     |              | 28935489 | BW   |
| 53° 17′ 12″ N, 10° 31′ 1″ O  | Rullstorf 10, Urnengräberfeld             |              | 28935491 | BW   |
| 53° 16′ 21″ N, 10° 32′ 52″ O | Rullstorf 22, Großsteingrab               |              | 28932308 | BW   |